# Nikolaj Vavilov (film)
Nikolaj Vavilov (russisk: Николай Вавилов) er en sovjetisk-tysk spillefilm fra 1990 af Aleksandr Prosjkin.

## Medvirkende
- Kostas Smoriginas som Nikolaj Vavilov
- Andrej Martynov som Sergej Vavilov
- Irina Kuptjenko som Jelena
- Bohdan Stupka som Trofim Lysenko
- Sergej Gazarov som Isaac Present